# Camió de bolquet

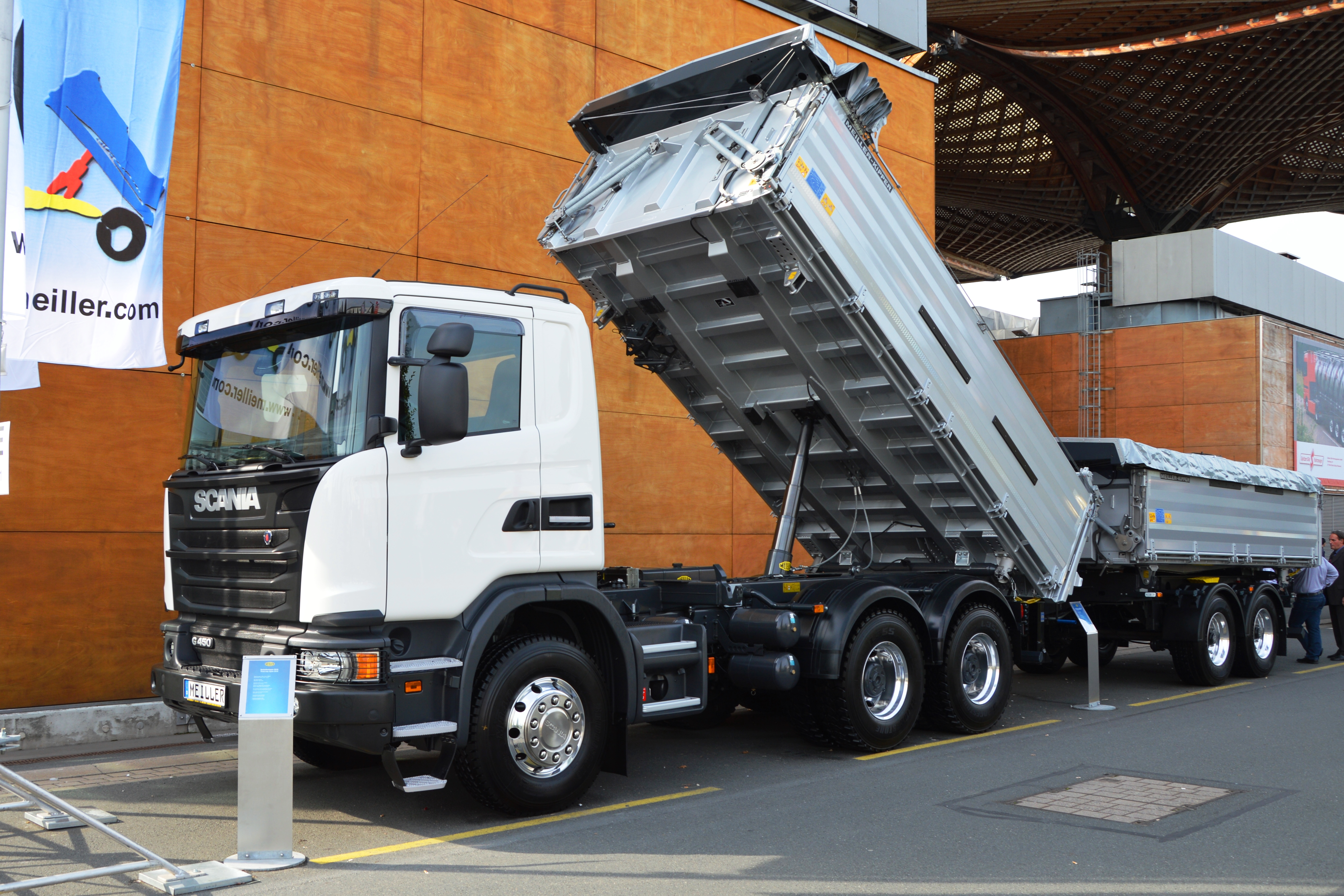
Camió de bolquet amb la caixa aixecada

Un camió de bolquet, camió de trabuc o simplement bolquet (si bé "bolquet" designa específicament la caixa basculant) és un camió amb una caixa inclinable per tal de descarregar el material pel seu propi pes. Es fa servir bàsicament per a transportar materials en gros.